# Sergei Demjasjkevitj
Sergei Demjasjkevitj, född den 28 augusti 1966 i Minsk, Vitryssland, är en vitrysk brottare som tog OS-brons i tungviktsbrottning i den grekisk-romerska klassen 1992 i Barcelona.